# Fine
«Fine» es un sencillo grabado por la cantante surcoreana Taeyeon para su primer álbum de estudio titulado My Voice. La canción fue publicada el 28 de febrero de 2017 por S.M. Entertainment. Las letras de la canción fueron escritas por Jin Ri, mientras que su música fue compuesta por Michael Woods, Kevin White, Andrew Bazzi, Shaylen Carroll y MZMC. Musicalmente, «Fine» es una canción pop alternativo que destaca la voz de Taeyeon.

## Antecedentes
El 14 de febrero de 2017, la agencia de Taeyeon S.M. Entertainment anunció el lanzamiento de su primer álbum de estudio a finales de ese mes. El título del álbum es My Voice, mientras que el sencillo principal fue anunciado como «Fine», que fue lanzado simultáneamente con la publicación del álbum.

## Promoción
Un vídeo musical de la canción fue lanzado junto con la publicación de My Voice el 28 de febrero de 2017. Tamar Herman de Billboard describió el audiovisual como «pretencioso».
Taeyeon interpretó «Fine» por primera vez en Music Bank de KBS el 3 de marzo de 2017. Posteriormente ella también realizó la canción en Show! Music Core de MBC e Inkigayo de SBS durante los siguientes dos días.

## Recepción
Hyun Min Young de IZM elogió la voz de Taeyeon en la canción y comparó sus estilos musicales con los de la cantante estadounidense Taylor Swift. Jeff Benjamin de Billboard lo calificó de «una versión 2.0» de la canción «I» de Taeyeon, mientras elogiaba su voz como «edificante».
«Fine» se posicionó dentro del top de Gaon Digital Chart por una semana antes de salir el 4 de marzo de 2017. En su primera semana de lanzamiento, el sencillo vendió 251 751 unidades digitales y ganó 5 057 692 de transmisiones a través de servicios de música digitales de Corea del Sur. Permaneció en una buena posición durante una semana más, con 115 847 descargas y 5 533 647 transmisiones durante el 5 al 11 de marzo de 2017.
«Fine» fue la canción con mejor interpretación en Gaon Digital Chart de marzo, acumulando 437 057 descargas y 22 063 715 transmisiones.
La canción también debutó en el número siete en  Billboard World Digital Songs.

## Posicionamiento en listas

### Listas semanales
| Lista (2017)                       | Mejor posición |
| ---------------------------------- | -------------- |
| Corea del Sur (Gaon)               | 1              |
| US World Digital Songs (Billboard) | 7              |

## Ventas
| Región        | Ventas   |
| ------------- | -------- |
| Corea del Sur | +950 598 |

## Premios y nominaciones

### Victorias en programas musicales
| Canción | Programa           | Fecha               |
| ------- | ------------------ | ------------------- |
| «Fine»  | M Countdown (Mnet) | 9 de marzo de 2017  |
| «Fine»  | Music Bank (KBS)   | 10 de marzo de 2017 |